# Synagoge (Guebwiller)

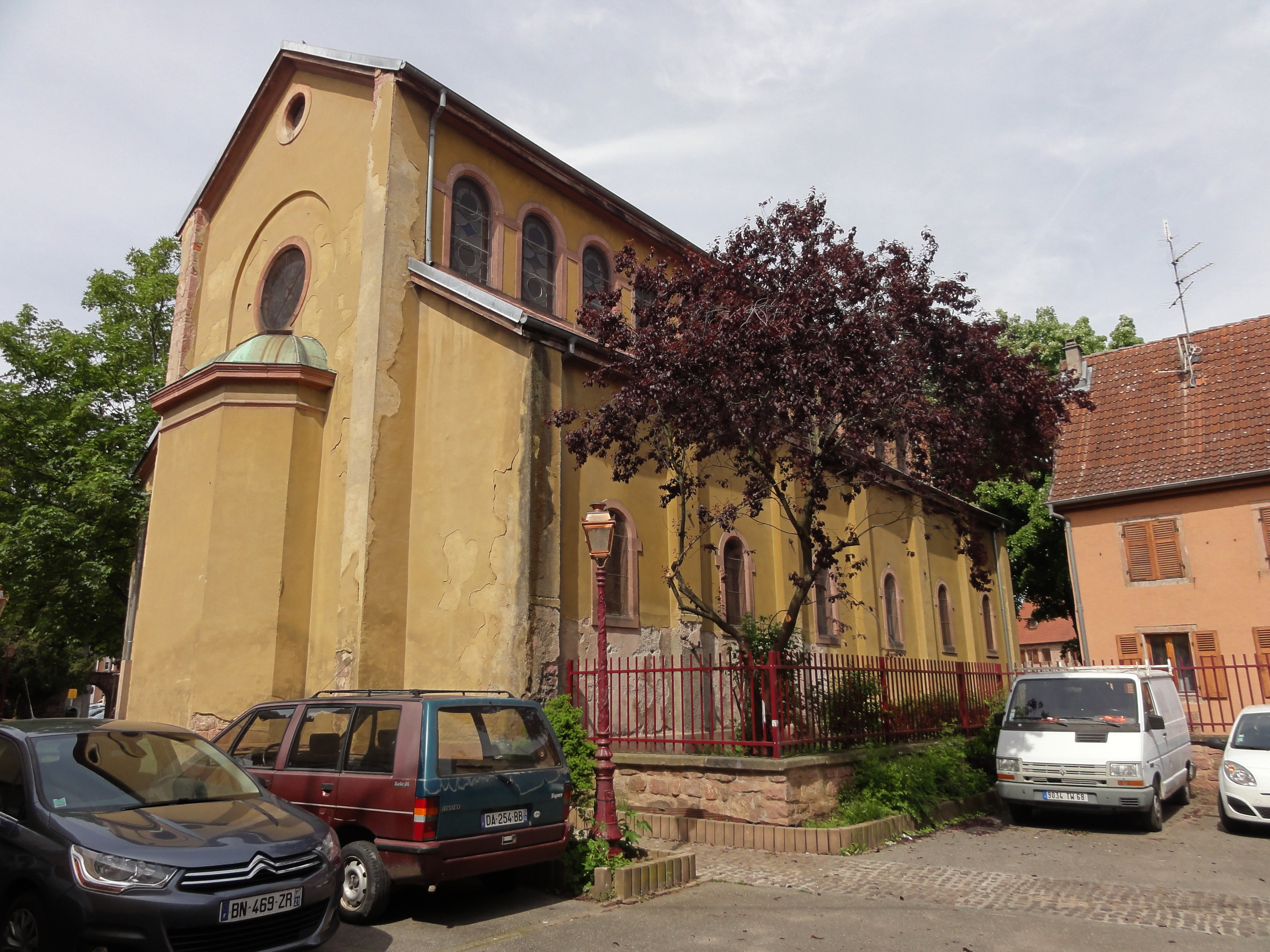
Synagoge in Guebwiller, Rückansicht, 2015

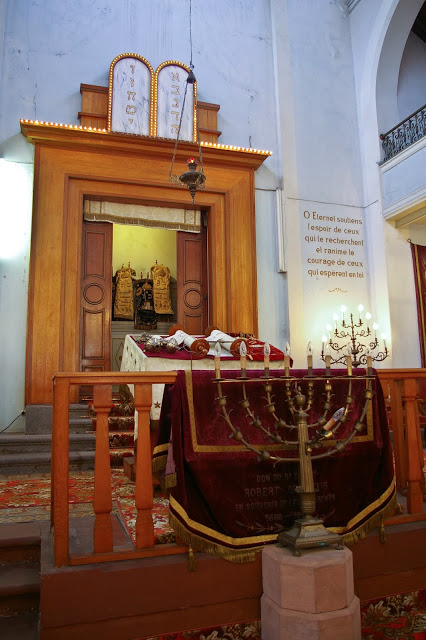
Innenansicht mit Toraschrein, 2015

Die Synagoge in Guebwiller, einer französischen Stadt im Département Haut-Rhin in der Region Grand Est, wurde von 1869 bis 1872 errichtet. Die Synagoge mit der Adresse Impasse de la Synagogue ist seit 1984 als Monument historique klassifiziert.

## Geschichte
Die Synagoge wurde nach Plänen des Architekten August Hartmann errichtet.
Während der deutschen Besatzung im Zweiten Weltkrieg wurde die Synagoge geplündert und demoliert.
In den 1950er Jahren wurde das Gebäude renoviert und am 26. Mai 1957 wieder eingeweiht.